# Sabira Ståhlberg
Sabira Marianne Ståhlberg (* 1969 in Helsinki) ist eine Wissenschaftlerin sowie mehrsprachige und multikulturelle Schriftstellerin und Übersetzerin aus Finnland.

## Leben und Wirken
Sabira Ståhlberg wurde 1969 in Helsinki (schwedisch Helsingfors) geboren und ist mehrsprachig in einer finnlandschwedisch-finnlandtatarischen Familie aufgewachsen. Ein Großvater war der tatarische politische Aktivist Hasan Kanykoff (1880–1954). Der Betreiber des ersten Kinos in Finnland, K. E. Ståhlberg, war ein Urgroßvater.
Ståhlberg studierte Ostasienwissenschaften an der Universität Helsinki. Ihre Magisterarbeit von 1992 behandelt den buddhistischen Pilgermönch Xuanzang als Mensch und Mythos (schwedischer Originaltitel Xuanzang: människan, myten och målningen). 1996 promovierte sie an der Rheinischen Friedrich-Wilhelms-Universität Bonn in Zentralasienwissenschaften und hat später auch in benachbarten Disziplinen Forschungsbeiträge veröffentlicht, u. a. in Ethnologie, Ethnobiologie und Samischen Studien.
Als Schriftstellerin debütierte Ståhlberg 2006 mit dem Jugendroman Wolkenwanderer (auf Deutsch 2014 erschienen). Die Hauptfigur, Altan, stammt aus einer multikulturellen Familie und wandert durch die Welt wie die Wolken über den Himmel. Sie sucht ihren Weg fort von Mobbing und Benachteiligung in der finnischen Gesellschaft. Ståhlberg schrieb den Roman ursprünglich sowohl in einer schwedischen (Molnvandraren) als auch in einer finnischen (Pilvivaeltaja) Fassung. Später wurde Ståhlberg als Autorin von Kinder- und Jugendbüchern in einfacher Sprache und translingualer Lyrik bekannt. Neben Schwedisch, Finnisch und Tatarisch beherrscht sie fließend Deutsch, Englisch, Bulgarisch und weitere Sprachen. Ståhlberg war zwischen 2001 und 2004 Mitglied der Akademio de Esperanto, zog sich aber später aus der Esperanto-Bewegung zurück.
Die Literaturwissenschaftlerin Johanna Domokos beschreibt Ståhlberg als „den vielsprachigsten Autor der Gegenwartsliteratur weltweit“ (the most polyglot author of contemporary literature worldwide).

## Veröffentlichungen (Auswahl)

### Wissenschaft
- 1996 Der Gansu-Korridor – Barbarenland diesseits und jenseits der grossen chinesischen Mauer. Zum Nord-Süd-Dialog eines zentralasiatischen Gebietes, Hamburg: Verlag Dr. Kovač

### Sachbücher
- 2003 Sultanens auberginer, recept och matminnen från hela världen, Helsingfors: Schildts förlag (schwedisch, mit Stina Katchadourianin)
- 2003 Sulttaanin salaatti, reseptejä ja ruokamuistoja maailmalta, Helsingfors: Schildts förlag (finnisch, mit Stina Katchadourianin)
- 2013 K. E. Ståhlberg: Fotograf, filmskapare och entreprenör, Helsingfors: Svenska litteratursällskapet i Finland (schwedisch)
- 2022 Visible and invisible Tatar women in Finland, Helsingfors: Aybagar ISBN 978-952-7334-69-0 (englisch)

### Kinder- und Jugendbücher
- 2006 Molnvandraren, Helsingfors: Basam Books (schwedisch)
- 2006 Pilvivaeltaja, Helsinki: Basam Books (finnisch)
  - 2014 Wolkenwanderer, Warna: Lecti Book Studio (deutsche Übersetzung: Hannes Langendörfer)
- 2014 Hundewetter auf dem Schwarzmeer, Warna: Lecti Book Studio

### Lyrik in deutscher Übersetzung
- 2017 Polyglorica, Bielefeld: hochroth ISBN 978-3-903182-07-3

In Anthologie
- 2014 Invasion Paradies. Lesebuch über die Möglichkeiten, Finne zu sein. Ein multikulturelles Plädoyer, hrsg. v. Johanna Domokos, Budapest: Pluralica ISBN 978-963-89336-8-3

### Übersetzung
- 2000 Edith Södergran Lando malekzista, Warna: Bambu ISBN 954-9637-05-0 (Esperanto)